# Narus
Pour les articles homonymes, voir Narus (entreprise).
Narus est une ville du Soudan du Sud, dans l'État d'Équatoria-Oriental.